# Hazelwood
Hazelwood és una població dels Estats Units a l'estat de Missouri. Segons el cens del 2000 tenia 26.206 habitants.

## Demografia
Segons el cens del 2000, Hazelwood tenia 26.206 habitants, 10.954 habitatges, i 6.714 famílies. La densitat de població era de 637,2 habitants per km².
Dels 10.954 habitatges en un 29,6% hi vivien nens de menys de 18 anys, en un 44,4% hi vivien parelles casades, en un 12,7% dones solteres, i en un 38,7% no eren unitats familiars. En el 32,1% dels habitatges hi vivien persones soles el 9,7% de les quals corresponia a persones de 65 anys o més que vivien soles. El nombre mitjà de persones vivint en cada habitatge era de 2,38 i el nombre mitjà de persones que vivien en cada família era de 3,05.
Per edats la població es repartia de la següent manera: un 24,6% tenia menys de 18 anys, un 9,7% entre 18 i 24, un 31,7% entre 25 i 44, un 22,4% de 45 a 60 i un 11,6% 65 anys o més.
L'edat mediana era de 36 anys. Per cada 100 dones de 18 o més anys hi havia 89 homes.
La renda mediana per habitatge era de 45.110 $ i la renda mediana per família de 52.656 $. Els homes tenien una renda mediana de 40.031 $ mentre que les dones 27.871 $. La renda per capita de la població era de 22.311 $. Entorn del 4,3% de les famílies i el 6,3% de la població estaven per davall del llindar de pobresa.

## Poblacions més properes
El següent diagrama mostra les poblacions més properes.